# 한성백제문화제

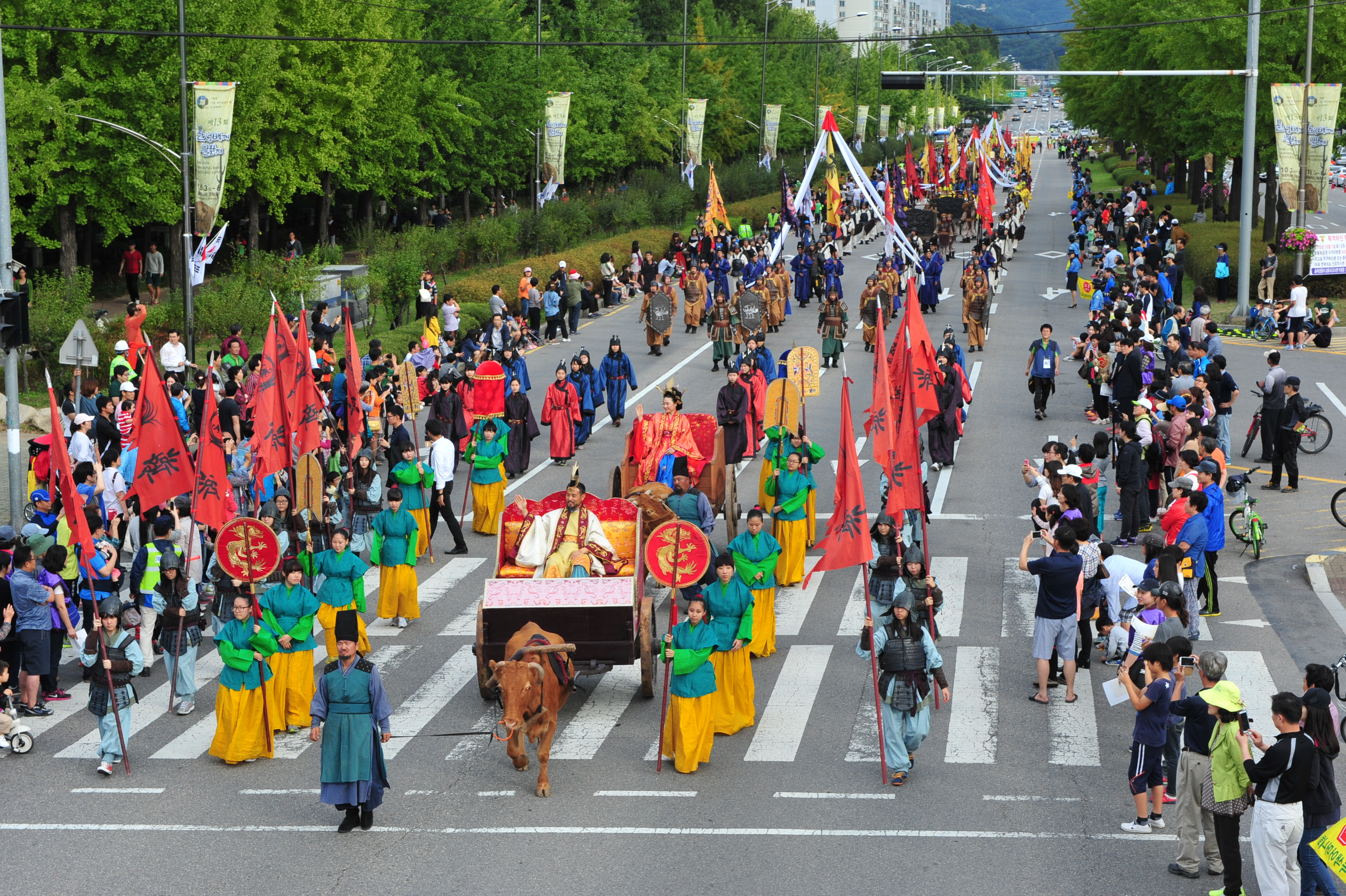
한성백제문화제 역사문화거리행렬

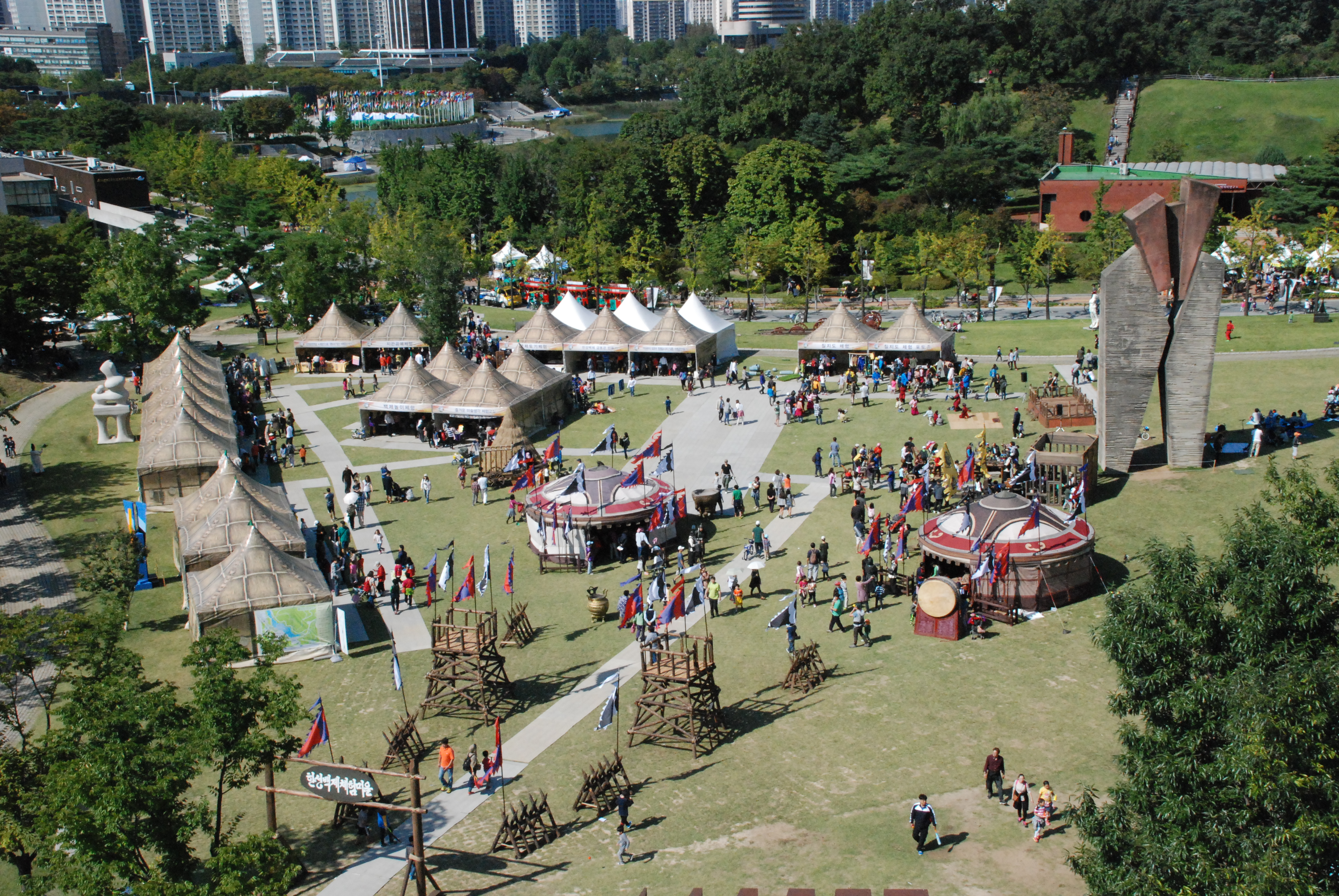
한성백제문화제 한성백제체험마을

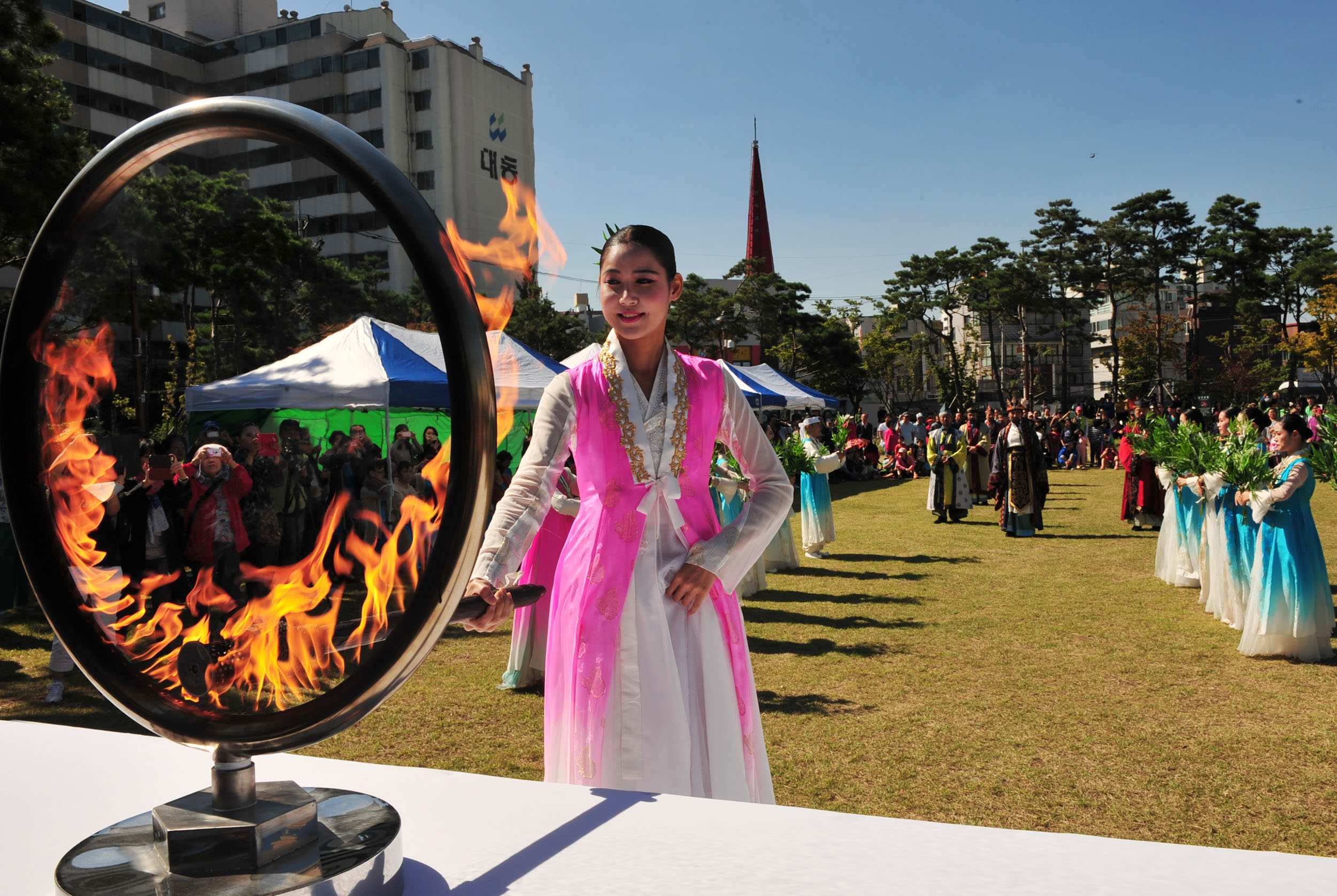
한성백제문화제 혼불채화식

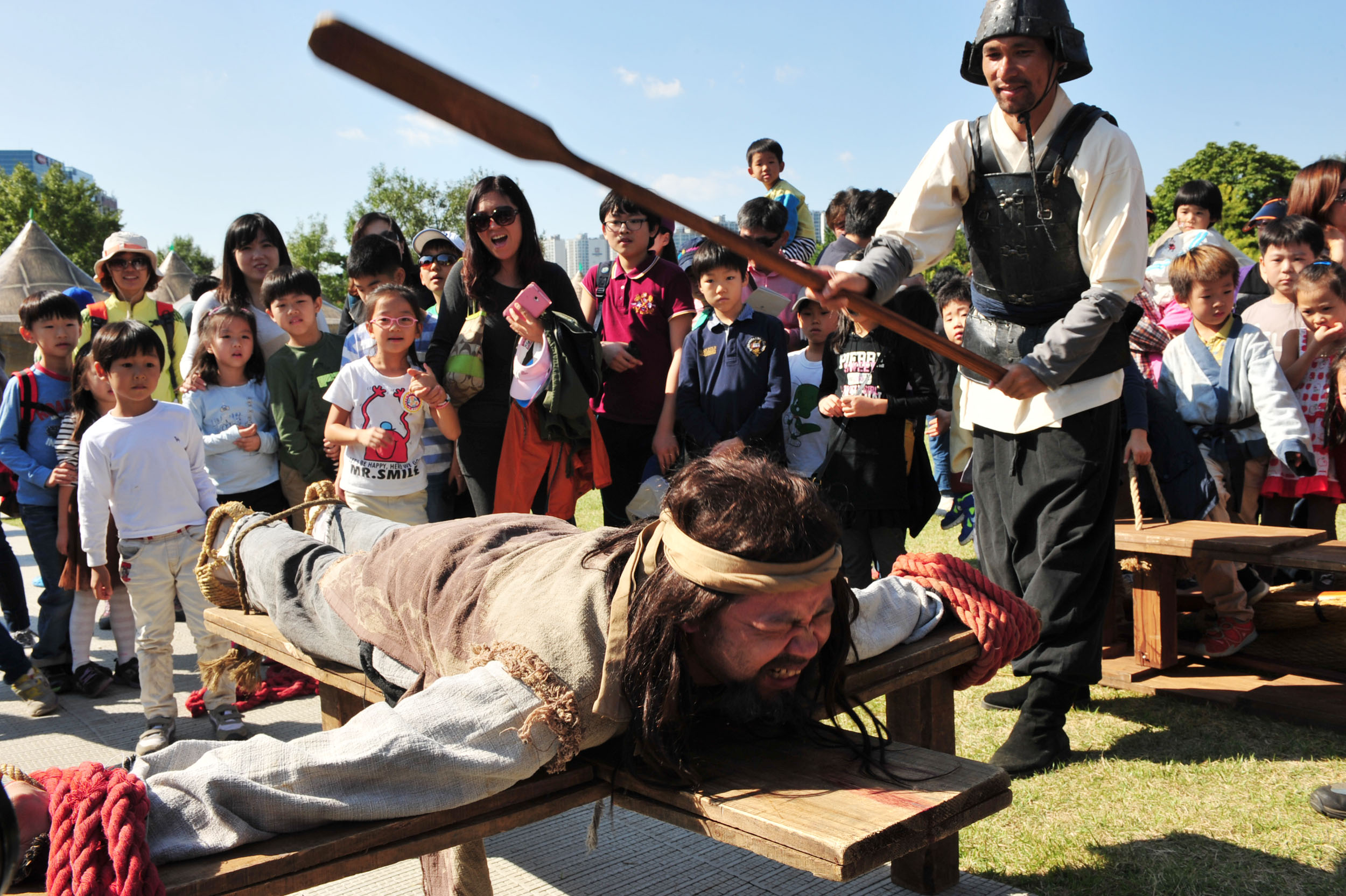
한성백제문화제 한성백제병영체험

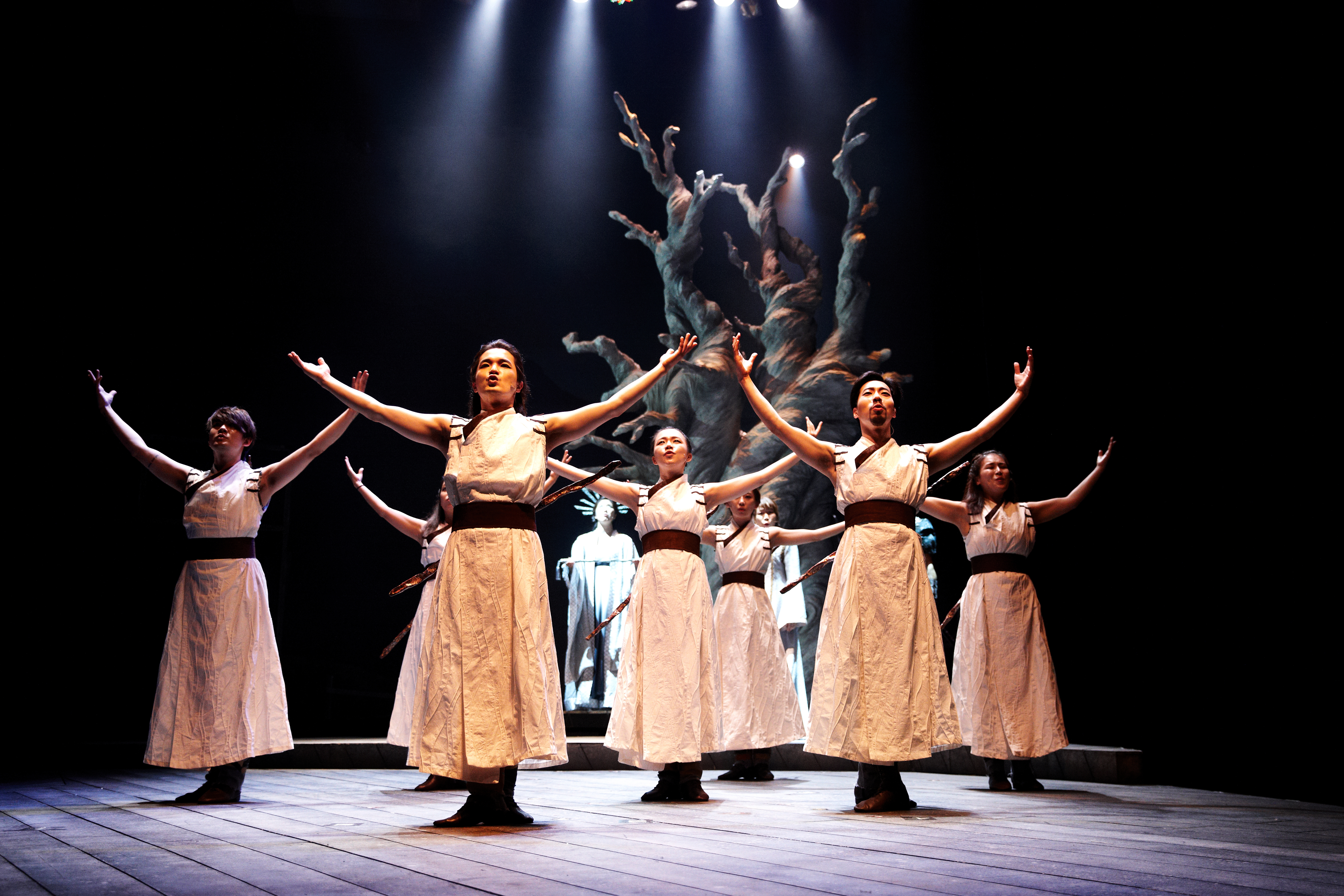
한성백제문화제 한성백제 문화공연

한성백제문화제는 2천년 전 현재의 서울 송파구를 493년 간 수도로 삼았던
한성백제의
역사와 문화를 재현하는 축제로 한성백제문화제추진위원회가 주관하고 송파구, 송파문화원이
주최한다.
1994년에 처음으로 개최되었으며 2014년 축제일정이 고정되어 매년 10월 첫째주 목,금,토,일요일에
송파구 올림픽공원 일대에서 열린다.
2008년에 문화체육관광부 선정 문화관광축제 예비축제로 선정되었고 2014년에는 유망축제로 선정되었다.
주요 프로그램으로는 역사문화거리행렬, 백제체험마을, 몽촌토성성곽돌기 등이 있다.
2020년 코로나 확산으로 인해 전면 취소되어 역사속으로 사라졌다.

## 역사
- 1994.5.30     (1일간) - 제1회 한성백제문화제 -테마: "한성백제의 도시 송파!"
- 1995.9.15~18  (4일간) - 제2회 한성백제문화제 -테마: "백제의 시조 온조왕!"
- 1997.9.20~23  (4일간) - 제3회 한성백제문화제 -테마: "고대와 현대의 어우러짐"
- 1999.9.15~18  (4일간) - 제4회 한성백제문화제 -테마: "500년 백제의 도읍, 송파!"
- 2001.9.21~23  (4일간) - 제5회 한성백제문화제 -테마: "백제의 숨결을 느끼다"
- 2003.9.17~21  (5일간) - 제6회 한성백제문화제 -테마: "송파!백제의 문을 두드리다"
- 2005.9.30~10.2(3일간) - 제7회 한성백제문화제 -테마: "전통의 향기로! 문화의 빛으로!"
- 2007.10.5~7   (3일간) - 제8회 한성백제문화제 -테마: "한성백제! 그500년의 빛과 소리"
- 2008.9.26~28  (3일간) - 제9회 한성백제문화제 -테마: "서울에서 백제를 만나다"
- 2009 - 신종인플루엔자로 축제 개최 취소
- 2010.9.17~19  (3일간) - 제10회 한성백제문화제 -테마: "백제인의 삶과 사랑"
- 2011.10.28~30 (3일간) - 제11회 한성백제문화제 -테마: "2000년전 한성백제의 세계를 향한 꿈" -리브컴어워즈 송파국제대회와 연계 개최
- 2012.9.21~23  (3일간) - 제12회 한성백제문화제 -테마: "한성백제!2천년전 서울의 역사를 시작하다"
- 2013.10.2~5   (4일간) - 제13회 한성백제문화제 -테마: "2천년 서울역사문화의 꽃 한성백제"
- 2023.9.22~24  (3일간)- 제22회 한성백제문화제

## 주요프로그램
- 한성백제 혼불채화식 및 봉송식

축제의 시작을 알리는 혼불을 채화하고 축제기간동안 채화된 불을 계속 밝힘으로써 한성백제의 기운을 되살리고 분위기 고조
- 도전! 한성백제 박사

한성백제의 역사 및 축제에 관한 기본지식을 널리 알리기 위해 OX퀴즈로 풀어가며 한성백제 최고 박사를 가려냄
- 백제고분제

온조왕부터 493년간 한성백제시대를 꽃피운 백제 전기 왕들에 대한 제사와 축제의 성공을 기원하는 제례의식
- 몽촌토성 성곽돌기

개인의 소원과 국가의 안녕을 담은 초롱등을 들고 몽촌토성 성곽돌기
- 역사문화거리행렬

역사적 테마로 구성된 퍼레이드를 통해 백제 융성기의 영광과 감동을 느껴보는 시간
- 백제체험마을

백제인들의 생활공간과 요서군영을 재현하여 2천년 전 백제로 시간여행을 온것처럼 백제의 역사문화를 체험할 수 있는 공간

## 수상
- 2012년 9월 국제 축제 및 이벤트 협회(IFEAㆍthe International Festival & Events Association) 주최 피나클 어워즈(Pinnacle Awards): 25만 달러 이하의 저예산 축제 중 홍보물, 포스터, 사진부분 은상. 초청장 부분 동상 수상.

- 2013년 9월 국제 축제 및 이벤트 협회(IFEAㆍthe International Festival & Events Association) 주최 피나클 어워즈(Pinnacle Awards): 25만 달러 이하의 저예산 축제 중 홍보물, 의상부분 금상. 포스터, 신규프로그램 부문 은상, 사진, 어린이 프로그램 부분 동상 수상.

- 2014년 3월 서울시 주최 시민과의 소통 콘텐츠 경연대회 대상 수상

## 같이 보기
- 백제문화제